# 羅德尼·胡德
羅德尼·麥可·胡德（英語：Rodney Michael Hood，1992年10月20日—），生於美國密西西比州默里迪恩，美國職業籃球運動員。場上位置為得分後衛或小前鋒。大學時期曾效力於密西西比州立大學以及杜克大學。在2014年NBA選秀中，以首輪第二十三順位被猶他爵士選中。

## 高中生涯
胡德早年就讀密西西比州的默里迪恩高中。作為一名高中生，他場均能得到22.1分、6.2個籃板、4.4次助攻，並帶領球隊進入6A級冠軍賽。到高四的時候，胡德場均取得24.8分、8.6個籃板、6.4次助攻以及2.0阻攻，帶領默里迪恩高中取得29勝2敗的戰績，並獲得了6A級冠軍。
2010年10月，胡德決定進入密西西比州立大學就讀。

## 大學生涯
2011-12赛季，胡德代表密西西比州立大學鬥牛犬隊参加比赛，在32場比賽中，胡德平均上場32.8分鐘，場均得到10.3分、4.8個篮板和2.0助攻，並入选SEC最佳新秀陣容。
2012年7月，胡德轉學至杜克大學。由於NCAA轉學規則，胡德無法參加2012-13赛季。
2013-14赛季，胡德代表杜克大學藍魔鬼隊参加比赛，场均貢獻16.1分和3.9个篮板，並入选ACC最佳陣容第二隊，同時也是大西洋沿岸联盟唯一一名所有数据统计都排在联盟前十的球员。
2014年4月，胡德決定放棄最後兩年的大學資格，宣布參加2014年NBA選秀。

## 職業生涯

### 猶他爵士（2014-2018）
2014年6月27日，胡德在2014年NBA選秀大會中被猶他爵士以首輪第二十三順位選中。2014年7月12日，胡德與猶他爵士簽下了四年643万的新秀合約。2015年4月18日，胡德当选四月份西區聯盟最佳新秀，成为爵士队史继卡尔·马龙、特雷·伯克之後，第三位获得本月最佳新秀的球员。
在2015-16賽季，胡德鞏固了自己在先發陣容的地位，他出場了79場比賽。並逐漸成為爵士隊的主力球員，2016年1月3日，爵士主场92-87战胜孟菲斯灰熊的比赛中，胡德出场44分钟，豪取32分、8篮板，其中三分球10投5中，刷新职业生涯单场得分纪录、追平职业生涯单场三分命中数纪录。
3月29日，爵士在主场迎战洛杉矶湖人的比赛中，胡德上半场攻下30分，其中三分球9投8中，打破了爵士队史由杰夫·霍纳塞克保持的半场三分球命中数纪录。
在2016年10月25日的爵士熱身賽中，胡德攻下26分，但爵士以113-104敗給波特蘭拓荒者。2016年12月17日，胡德在比賽剩下0.8秒時，投中一記絕殺三分球，幫助爵士隊以103-100擊敗達拉斯小牛。2017年1月13日，爵士主場擊敗底特律活塞，胡德拿下賽季新高的27分。2017年3月5日，胡德拿下了28分的新高，幫助爵士隊在延長賽中擊敗沙加緬度國王。
2017年10月31日，胡德拿下個人賽季新高的25分，幫助爵士隊以104-89擊敗達拉斯小牛。2017年11月19日，爵士隊以125-85擊敗奧蘭多魔術，胡德以替補上場，拿下了賽季新高的31分。

### 克里夫蘭騎士（2018-2019）
2018年2月8日，胡德在爵士與克里夫蘭騎士和沙加緬度國王的三方交易中被送至克里夫蘭騎士，並換來傑·克勞德和德瑞克·羅斯。

### 波特兰开拓者（2019-2021）
2019年2月4日，胡德被交易到波特兰开拓者队。

## NBA數據統計

### NBA常规賽數據統計
| 賽季    | 球隊         | 出賽 | 先發 | 平均上場時間(分鐘) | 投籃命中率(%) | 三分球命中率(%) | 罰球命中率(%) | 平均籃板 | 平均助攻 | 平均抄截 | 平均阻攻 | 平均得分 |
| ------- | ------------ | ---- | ---- | ------------------ | ------------- | --------------- | ------------- | -------- | -------- | -------- | -------- | -------- |
| 2014–15 | 猶他爵士     | 50   | 21   | 21.3               | 41.4          | 36.5            | 76.3          | 2.3      | 1.7      | 0.6      | 0.2      | 8.7      |
| 2015–16 | 猶他爵士     | 79   | 79   | 32.2               | 42.0          | 35.9            | 86.0          | 3.4      | 2.7      | 0.9      | 0.2      | 14.5     |
| 2016–17 | 猶他爵士     | 59   | 55   | 27.0               | 40.8          | 37.1            | 78.3          | 3.4      | 1.6      | 0.6      | 0.2      | 12.7     |
| 2017–18 | 猶他爵士     | 39   | 12   | 27.8               | 42.4          | 38.9            | 87.6          | 2.8      | 1.7      | 0.8      | 0.2      | 16.8     |
| 2017–18 | 克里夫蘭騎士 | 21   | 11   | 25.3               | 44.2          | 35.2            | 81.3          | 2.6      | 1.4      | 0.7      | 0.2      | 10.8     |
| 生涯    |              | 248  | 178  | 27.5               | 41.9          | 36.9            | 82.8          | 3.0      | 2.0      | 0.8      | 0.2      | 13.0     |

### NBA季後賽數據統計
| 季後賽  | 球隊         | 出賽 | 先發 | 平均上場時間(分鐘) | 投籃命中率(%) | 三分球命中率(%) | 罰球命中率(%) | 平均籃板 | 平均助攻 | 平均抄截 | 平均阻攻 | 平均得分 |
| ------- | ------------ | ---- | ---- | ------------------ | ------------- | --------------- | ------------- | -------- | -------- | -------- | -------- | -------- |
| 2016–17 | 猶他爵士     | 11   | 0    | 25.2               | 35.2          | 26.0            | 61.1          | 2.7      | 1.1      | 0.5      | 0.0      | 8.9      |
| 2017–18 | 克里夫蘭騎士 |      |      |                    |               |                 |               |          |          |          |          |          |
| 生涯    |              | 11   | 0    | 25.2               | 35.2          | 26.0            | 61.1          | 2.7      | 1.1      | 0.5      | 0.0      | 8.9      |